# Керле
Керле (њем. Körle) општина је у њемачкој савезној држави Хесен. Једно је од 27 општинских средишта округа Швалм-Едер. Према процјени из 2010. у општини је живјело 2.905 становника. Посједује регионалну шифру (AGS) 6634012.

## Географски и демографски подаци
Керле се налази у савезној држави Хесен у округу Швалм-Едер. Општина се налази на надморској висини од 188 метара. Површина општине износи 17,5 km². У самом мјесту је, према процјени из 2010. године, живјело 2.905 становника. Просјечна густина становништва износи 166 становника/km².